# ちくろ幼稚園
『ちくろ幼稚園』（‐ようちえん）は西原理恵子による日本の漫画。『週刊ヤングサンデー』（小学館）に昭和63年19号から平成6年23号まで連載された。全3巻。全727話。
キャッチコピーは「お母様方へ かわいいだけじゃない本です。」「サイバラ式こどもの飼い方」「サイバラの本業はまんが家です。」。エロ本あがりの西原理恵子のメジャーデビュー作である。

## 概要
本作は純真無垢な幼稚園児りえちゃんが起こす悪意のないサディスティックな行動をギャグタッチで描いたブラックユーモア満載の4コマ漫画作品である。可愛らしいポップな絵柄とは裏腹に、過激な暴力や汚物描写など反社会的でブラックな表現が多い。時には叙情性を含む場面もあり、毒と叙情の二面性を持った西原作品の特徴がデビュー作から既に見受けられる。当初はタイトル通り幼稚園が舞台だったが途中から一切描かれなくなっている。なお1巻目の内容は、ほぼ全て作者の実体験とのこと。
「ちくろ」の語源は、西原が子供の頃に使用禁止となった人工甘味料の「チクロ」。

## 主な登場人物
りえちゃん
本作の主人公。幼稚園に通う女の子。可愛らしい姿とは裏腹に子供特有の残酷さを持つ。好奇心のおもむくままに行動してしまうので、まわりはふりまわされっぱなし。おにいちゃんが大の苦手。モデルは作者自身で名前も同じ。
おにいちゃん（たかひこ）
りえちゃんの兄、頭はパンチパーマで、いつも不機嫌そうな表情をしている。りえちゃんに意地悪ばかりしているが、たまに優しい一面を見せることもある。モデルは作者の兄で名前も同じ。年齢設定は不明だがおそらく小学生。
おとうさん
りえちゃんの父。りえちゃんを溺愛しており、少しでもりえちゃんに近づく男を許さない。無論りえちゃんとよく遊ぶ中川兄弟は目の敵にしている。モデルは作者の義父（本作の設定ではりえちゃんの実父）。
おかあさん
りえちゃんの母。レギュラー中唯一ともいえるフツーの人。
中川くん
りえちゃんの幼稚園友達。りえちゃんに恋心が芽生えるが、まったく相手にされていない。鶏が大嫌い。おちんちんが小さいことがコンプレックス。おとうとくん同様不死身。後半では出生時や両親の結婚時に何か事情があったことを知ってしまったり、母からぞんざいに扱われることが多くなった。
おとうとくん
中川くんの弟。「崖から落ちる」「熊に喰われる」「電子レンジでチン」「トイレに流される」などでも死なない不死身の体質を持つ。りえちゃんにいじめられ続けても、しぶとく後をついていく。
中川くんのママ
中川兄弟の母だが、なぜか中川くんに対しては妙に態度が冷たい。独身時代色々なことを経験したせいか「女」としてのスキルが高く、しほちゃんに師匠として慕われて(?)いる。
みぎのちゃん
りえちゃんの幼稚園友達。なおモデルに「みきのちゃん」という幼稚園時代の友達が実際に存在し、そちらは『まあじゃんほうろうき』でも言及されている。途中から出番が無くなる。
しほちゃん
大阪娘。非常に打算的な性格で、世の裏表を知り尽くしたような物言いをする。家庭環境はかなり複雑である模様。りえちゃんよりこちらのほうが成長した現在の作者自身に近いともいえる。『ぼくんち』にも「さおりちゃん」という同じ容貌と性格を持つキャラクターが登場する。
タクヤくん
お金持ちで何事にも金を見せつけ威張ろうとするが、周囲からは相手にされていない。モデルは連載当時作者の家の近所に住んでいた病院の息子。余談だが後に『鳥頭紀行』で描かれた勝谷誠彦（実際に医師の息子）の似顔絵は彼のキャラクターデザインに酷似している。
幼稚園の先生
場末のバーのマダムのような容貌。りえちゃんに手を焼く。幼稚園が舞台から外れたことで途中から出番が無くなる。

## 書誌情報
- 西原理恵子 『ちくろ幼稚園』 小学館〈ヤングサンデーコミックス〉、全3巻
  1. 1991年9月発売 ISBN 4-09-179101-8
  2. <続> 1994年7月発売 ISBN 4-09-179102-6
  3. <さいご> 1994年12月発売 ISBN 4-09-179103-4
- 西原理恵子 『ちくろ幼稚園 ぜんぶ』 小学館〈ヤングサンデーコミックス ワイド版〉、全1巻
  1. 1999年10月発売 ISBN 4-09-152851-1
- 西原理恵子 『ちくろ幼稚園』 小学館〈小学館文庫〉、全2巻
  1. 入園編 2001年11月発売 ISBN 4-09-193381-5
  2. 卒園編 2001年11月発売 ISBN 4-09-193382-3